# مون-لوریه
مون-لوریه (به فرانسوی: Mont-Laurier) شهرکی در منطقه شهری آنتوان-لابل ناحیه لورانتید در استان کبک کانادا است. در سرشماری سال ۲۰۱۱ این شهرک ۱۳٬۴۳۸ نفر جمعیت داشته‌است و مساحت آن ۵۹۰٫۶۴ کیلومتر مربع است.